# Otostigmus silvestrii
Otostigmus silvestrii är en mångfotingart som beskrevs av Kraepelin 1903. Otostigmus silvestrii ingår i släktet Otostigmus och familjen Scolopendridae.
Artens utbredningsområde är Ecuador.

## Underarter
Arten delas in i följande underarter:
- O. s. intermedius
- O. s. silvestrii